# Geschützter Landschaftsbestandteil Feldgehölz am Bleigrund
Der Geschützte Landschaftsbestandteil Feldgehölz am Bleigrund mit einer Flächengröße von 0,45 ha liegt nördlich von Leitmar im Stadtgebiet von Marsberg. Das Gebiet wurde 2008 mit dem Landschaftsplan Marsberg durch den Kreistag des Hochsauerlandkreises als Geschützter Landschaftsbestandteil (LB) ausgewiesen. Der LB ist umgeben vom Landschaftsschutzgebiet Rotes Land. Der LB besteht aus zwei Teilflächen.

## Beschreibung
Der Landschaftsplan führt zum LB aus: „Das zweigeteilte Objekt besteht aus einem hainartigen, durch einen Wirtschaftsweg geteilten Baumbestand aus Hain- und Rotbuchen im Norden und einer strauchartenreichen Hecke im südlichen Teil. Das Wäldchen enthält in der Krautschicht etliche Arten einer typischen Kalkbuchenwaldgesellschaft, aber auch viele Störungszeiger. An seinem Ostrand steht ein größeres landwirtschaftliches Lagergebäude. Die Hecke im Südwesten fällt durch zahlreiche Feldahorn-Überhälter auf. Ihre Gesamtbreite von bis zu 15 m ist durch einen unbefestigten Fahrweg geteilt, der sich im Westen als Krautsaum bis zum nahen Waldrand fortsetzt. Im nördlichen Teil liegen einige alte Lesesteinhaufen, die mittlerweile fast vollständig überwachsen sind. Insgesamt wirkt der LB gliedernd und belebend im Landschaftsbild und fungiert als Trittsteinbiotop zwischen den geschlossenen Waldflächen im Bereich Pohlmannsberg und Obermarsberger Stadtwald.“

## Schutzzweck
Die Ausweisung als LB erfolgte:
- Zur Erhaltung, Entwicklung oder Wiederherstellung der Leistungs- und Funktionsfähigkeit des Naturhaushaltes
- Zur Belebung, Gliederung oder Pflege des Orts- und Landschaftsbildes
- Zur Abwehr schädlicher Einwirkungen

Der LB stellt, wie die anderen LBs im Landschaftsplangebiet, einen herausragenden Lebensraum für die ökologischen Leistungsfähigkeit des Naturhaushaltes dar und dient ferner als landschaftsgliederndes und -belebendes Element. Die Ausweisung dient der Abwehr realer oder potenzieller schädlicher Einwirkungen durch Pflanzenentnahme, Relief- oder Gewässerveränderungen usw.